# Susana Rodríguez Navarro
Susana Rodríguez Navarro (Villena, 26 de octubre de 1972) es una bióloga y científica española especializada en biología molecular y bioquímica.

## Trayectoria
Rodríguez Navarro se licenció en Ciencias Biológicas por la Universidad de Valencia en 1995 y doctoró en Biología por la misma Universidad en el año 2000. Al acabar el doctorado continuó su trabajo en el centro de investigación alemán Biochemie Zentrum de Heidelberg (Alemania) de 2001 a 2004. En 2004 empezó a trabajar en el Centro de Investigación Príncipe Felipe, incluyendo una estancia en la Universidad de Harvard en 2015. En 2011 los trabajadores del Centro de Investigación Príncipe Felipe (CIPF) se vieron amenazados por un Expediente de Regulación de Empleo (ERE) y Rodríguez Navarro promovió movilizaciones para conseguir la continuidad de las investigaciones.
Desde 2017 es científica titular en el Consejo Superior de Investigaciones Científicas (CSIC), donde trabaja como investigadora principal de la Unidad de Expresión Génica y Metabolismo de Ácido ribonucleico (RNA) en el Instituto de Biomedicina de Valencia (IBV-CSIC).
Sus investigaciones se desarrollan en el campo de la biomedicina. Participa y lidera diferentes proyectos de investigación, con trabajos en diferentes laboratorios dedicados a la investigación genética, epigénetica, transporte y metabolismo del RNA. Es autora de numerosas publicaciones científicas en revistas internacionales en las que se recogen los resultados de sus investigaciones.
Fue coordinadora de la Red Excelencia RNALIFE (MINECO) en 2015. Entre otros cargos de responsabilidad, ha sido codirectora científica en el Centro de Investigación Príncipe Felipe en 2013 y directora del Programa de Bases Moleculares en el mismo centro en 2013-2014.
En julio de 2018, con motivo del Orgullo, Rodríguez-Navarro apareció junto con Eduardo López Collazo, Esteban Ballestar y David Barrado Navascués, reivindicando la visibilidad LGTBI en el ámbito científico.

## Reconocimientos
- Premio IZASA-Werfende la Sociedad Española de Bioquímica y Biología Molecular por su trayectoria científica (2011)[2]
- Premio Arracada de Oro Ciudad de Villena (2013)[2][10]
- Codirectora científica en el Centro de Investigación Príncipe Felipe (2013).[2]
- Directora del Programa de Bases Moleculares en el Centro de Investigación Príncipe Felipe (2013-14).[1]
- Coordinadora de la Red Excelencia RNA (MINECO) (2015).[1]
- Estancia en Universidad de Harvard al ser seleccionada por el Programa Fulbright Fulbright Visiting Scientist (2013-14)[1]
- Comisión académica del Doctorado en Biomedicina y Biotecnología de la Universidad de Valencia.[11]

## Obras
- Tesis doctoral: Análisis funcional del genoma de levadura: caracterización del gen src1 (2000)[12]

- Tesis dirigidas: 7 en total (de 2009 a 2019)[13]